# 常民 (朝鮮王朝)
常民，是朝鮮王朝第三等人，即是百姓。75%朝鲜人口也是这等级。他们多数是农民与渔民，也有少数贸易商与工匠。
他们地位比白丁高一些，但比两班与中人低。多数徭役与賦稅也由他们支出。他们多在两班田庄工作，也没权參加科举大科，只可參加雜科。
十九世纪时，因抗议两班歧视，他们多次动乱。最有名是洪景來之乱。